# Nemertesia polynema
Nemertesia polynema är en nässeldjursart som först beskrevs av John Fraser 1948.  Nemertesia polynema ingår i släktet Nemertesia och familjen Plumulariidae. Inga underarter finns listade i Catalogue of Life.